# Liechtenstein i olympiska sommarspelen 1992
Liechtenstein deltog i de olympiska sommarspelen 1992 med en trupp bestående av sju deltagare, men ingen av landets deltagare erövrade någon medalj.

## Cykling
Herrarnas poänglopp
- Patrick Matt
  - Final — 5 poäng (→ 17:e plats)

Herrarnas tempolopp
- Patrick Matt
  - Final — ?? (→ 19:e plats)

Damernas linjelopp
- Yvonne Elkuch
  - Final — 2:21:32 (→ 47:e plats)

## Friidrott
Herrarnas maraton
- Roland Wille — 2:31,32 (→ 68:e plats)

Damernas sjukamp
- Manuela Marxer
  - 100 m häck — 13,94
  - Höjdhopp — 1,67
  - Kulstötning — 12,40
  - 200 meter — 24,43
  - Längdhopp — 5,74
  - Spjutkastning — 41,08
  - 800 meter — 2:17,53
- Slutlig ställning — 5749 poäng (→ 24:e plats)

## Judo
Herrar
- Walther Kaiser

Damer
- Birgit Blum